# Wilkołak (film 2010)
Wilkołak (ang. The Wolfman) – amerykański horror z 2010 roku w reżyserii Joego Johnstona. Produkcja to remake filmu z 1941 o tym samym tytule. W roli głównej występił Benicio del Toro jako tytułowy wilkołak, wraz z nim wystąpili też Anthony Hopkins jako sir John Talbot, Emily Blunt jako Gwen Conliffe oraz Hugo Weaving jako detektyw Francis Aberline.

## Fabuła
Lawrence Talbot, po długim pobycie w Stanach Zjednoczonych, powraca w swoje rodzinne strony do wiktoriańskiej Wielkiej Brytanii na prośbę narzeczonej brata. Decyzja okazuje się błędem, gdyż podczas poszukiwań grasującego w okolicy wilkołaka, który wcześniej rozszarpał jego brata, Lawrence zostaje przez niego ugryziony. Z nadejściem pełni księżyca sam zaczyna się zmieniać w obrośniętego futrem potwora. Po pewnym czasie okazuje się, że wilkołak, który ugryzł Lawrence'a, to tak naprawdę jego ojciec.

## Obsada
- Benicio del Toro – Lawrence Talbot/wilkołak
- Anthony Hopkins – sir John Talbot
- Emily Blunt – Gwen Conliffe
- Hugo Weaving – detektyw Abberline
- Geraldine Chaplin – Maleva
- Art Malik – Singh
- Olga Fedori – córka Malevy
- Michael Cronin – dr Lloyd
- Cristina Contes – Solana Talbot
- Nicholas Day – pułkownik Montford
- Branko Tomovic – Cygan
- David Sterne – Kirk
- Shaun Smith – Carter
- Richard James – lekarz z zakładu dla obłąkanych
- David Keyes – dozorca
- Antony Sher – dr Hoenneger
- David Schofield – policjant Nye
- Asa Butterfield – młody Ben

i inni. 

## Wyróżnienia
Oscary 2010
- najlepsza charakteryzacja – Rick Baker i Dave Elsey (nagroda)